# Keyes (Californie)
Keyes est une census-designated place du comté de Stanislaus, dans l'État de Californie, aux États-Unis,. En 2020, elle compte une population de 5 672 habitants.